# Fantasiens Ø
Fantasiens Ø ligger i Breddam Sø i Præstevangen i den nordlige del af Store Dyrehave ved Hillerød. Fantasiens Ø blev etableret af Frederik VII i 1859 i forbindelse med en sikring af vandstanden i Frederiksborg Slotssø. Ved anlæggelsen af en kanal afskar man en lille ø fra fastlandet, og her lod kongen et romantisk anlæg anlægge. Der var et lysthus i gotisk stil, et toilet udformet som en stenhøj, en grotte med mosbænke og forskellige springvand.
Efter kongens død i 1863 blev anlægget ikke længere brugt. I 1969 blev bygningerne, bortset fra den ene gavl, nedrevet. Ruinen besøges årligt af 30-50.000 gæster.